# Nicolas Jenson

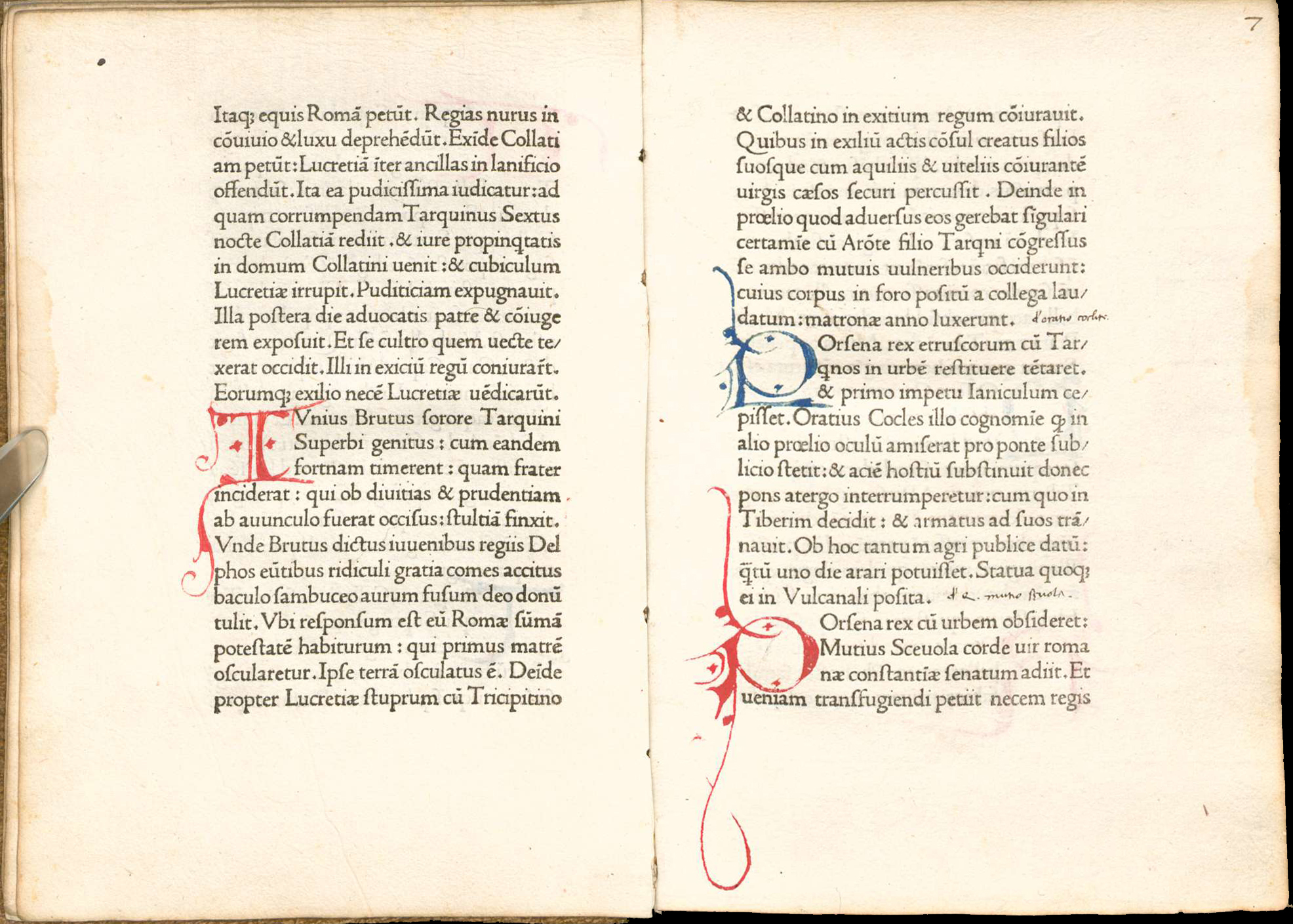
Copia del opúsculo De viris illustribus, editado por Nicolas Jenson hacia 1474.

Nicolaus Jenson (Sommevoire, Francia, 1420 – 1480) fue un grabador y tipógrafo francés que desarrolló la mayor parte de su trabajo en la ciudad de Venecia. Su nombre también se transcribe como Nicolas Janson o Nicolas Jenson.
Nicolaus Jenson es conocido por haber sido el creador de la primera tipografía romana para impresión, que sirvió de inspiración y fue imitada por maestros impresores como Claude Garamond y Aldus Manutius. Este estilo de tipografía romana creado por Jenson fue llamado más tarde como estilo veneciano.

## Trayectoria
Fue impresor real durante el reinado de Carlos VII de Francia y fue enviado por este a la ciudad alemana de Maguncia en octubre de 1458. En Maguncia aprendió el arte de fundir tipos y el sistema de impresión por tipos, bajo la tutoría de Johannes Gutemberg durante tres años.
Por la época en que murió Carlos VII (1461), Jenson regresó a Francia con los conocimientos adquiridos en Alemania; sin embargo, mostró cierto desacuerdo en trabajar bajo el mandato del reinado de Luis XI por lo que se trasladó por un tiempo a la ciudad de Fráncfort y en 1467 llegó a la ciudad italiana de Venecia, donde a partir del año 1468 se estableció definitivamente y abrió un taller de impresión en el cual se produjeron 150 obras aproximadamente. 
John de Speyer, primer impresor de Venecia por la época, ostentaba la patente del diseño romano (con serifas) en tipografía hasta su muerte en 1470. En los años siguientes, Jenson pudo desarrollar una tipografía romana, basada en los criterios tipográficos de manuscritos antiguos e inscripciones de la época del Imperio romano. Esta tipografía romana, fue empleada en la edición del libro Eusebius, De Evangelica Praeparatione. 
En 1471, creó una tipografía del alfabeto griego y en 1473 creó un tipo alemán o blackletter, el cual se usó en libros de medicina e historia. Jenson también es el responsable de la creación de dos compañías comercializadoras de libros, la primera creada en 1475 y luego en 1480 bajo el nombre de Johannes de Colonia, Nicolaus Jenson et socii.

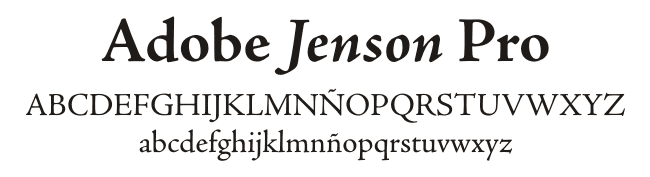
Muestra de la tipografía hecha por Adobe con base en los tipos de Jenson.

La tipografía de Jenson era superior en belleza y alineación a la de Speyer. Un particular aviso del año 1482 elogia las características de los libros hechos por Jenson:

No impacientan los ojos de uno, sino que los ayuda y los hace mejores. Es más, los caracteres son tan inteligentemente y cuidadosamente elaborados que las letras no son más pequeñas, ni más grandes, ni más gruesas que la razón o la demanda de placer.

Tras su muerte en 1480, las tipografías que había creado, fueron utilizadas por la imprenta de Aldus Manutius, y continúan siendo de uso común hasta nuestros días, siendo la base de numerosas fuentes tipográficas actuales. Un ejemplo de esto es la tipografía creada por Bruce Rogers en el año de 1900, llamada Centaur y también la Cloister Old Style, del tipógrafo Morris Fuller Benton, creada en 1926.
Recientemente, la casa Adobe junto a la fundidora Linotype sacó al mercado una reedición de la tipografía de Nicolas Jenson bajo el nombre de Adobe Jenson Pro.